# Danh sách nhà vô địch NBA

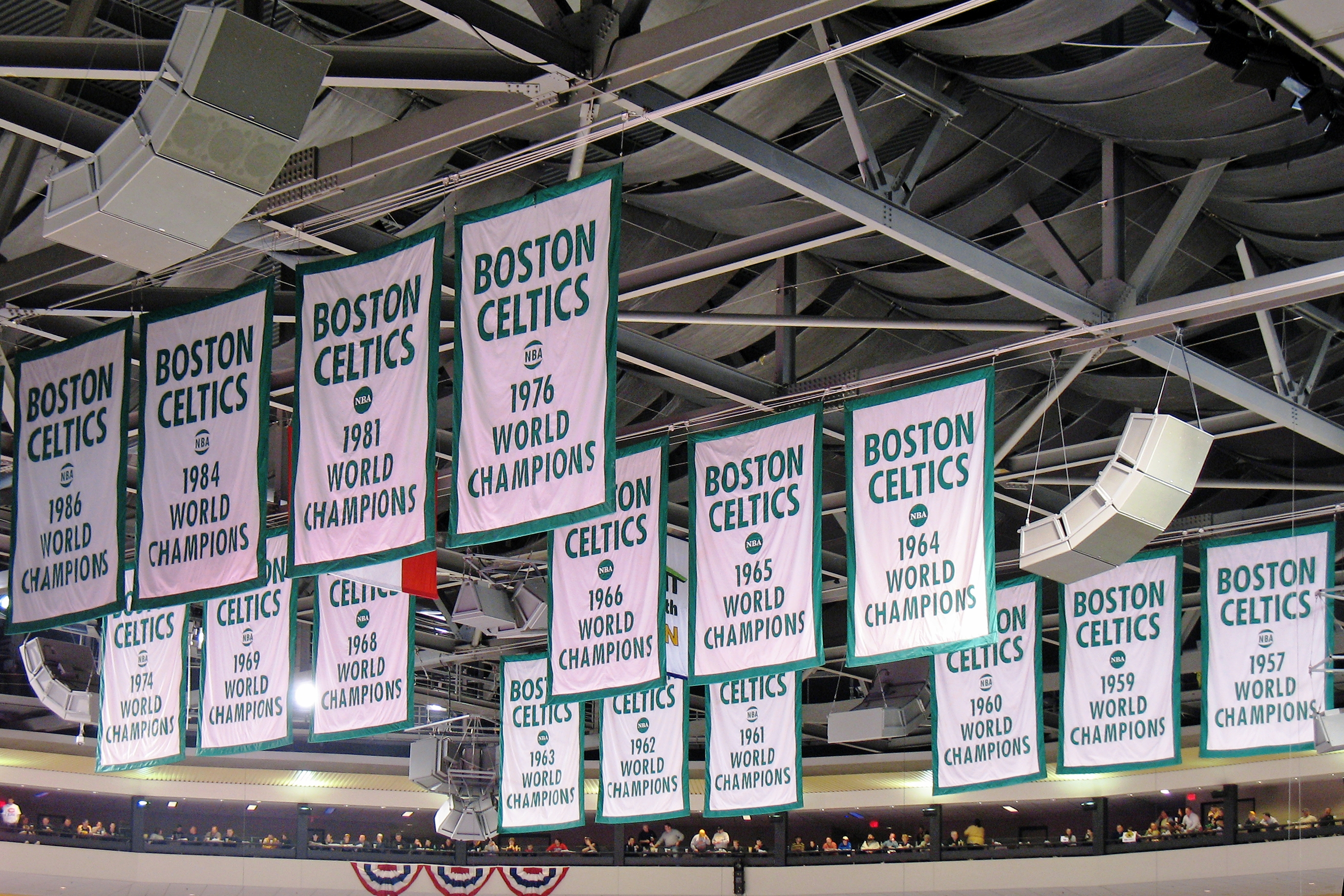
Đội Boston Celtics là đội vô địch NBA nhiều nhất. Trong ảnh là các banner vô địch được treo tại sân nhà của họ, TD Garden.

Chung kết tổng Giải bóng rổ Nhà nghề Mỹ (NBA) là loạt trận quyết định đội vô địch của NBA được tổ chức vào cuối mùa giải. Tất cả các vòng chung kết đều được thi đấu theo thể thức bảy trận đấu (thắng bốn trận), và được tranh tài giữa những nhà vô địch của Liên đoàn miền Đông và Liên đoàn miền Tây (Khu vực trước năm 1970), ngoại trừ năm 1950 khi nhà vô địch của Khu vực miền Đông sẽ gặp đội thắng giữa đội vô địch miền Tây và miền Trung. Từ năm 1946 đến năm 1949, khi giải đấu được gọi là Basketball Association of America (BAA), vòng playoffs là một giải đấu gồm ba vòng, nơi hai đội thắng ở bán kết đấu với nhau trong trận chung kết. Đội chiến thắng của loạt trận này sẽ nhận được Cúp vô địch Larry O'Brien .
Thể thức sân nhà và sân khách hiện tại trong vòng chung kết NBA là 2–2–1–1–1 (đội có thành tích tốt hơn trong mùa giải chính được chơi trên sân nhà tại các trận 1, 2, 5 và 7). Thể thức này được sử dụng vào các giai đoạn 1947-1948, 1950-1952, 1957-1970, 1972-1974, 1976-1977, 1979-1984 và 2014–nay. Trước đó, nó có thể thức là 2–3–2 (đội có thành tích trong mùa giải chính tốt hơn chơi trên sân nhà ở các trận 1, 2, 6 và 7) trong các giai đoạn 1949, 1953-1955 và 1985-2013, thể thức 1–1–1–1–1–1–1 trong các năm 1956 và 1971, và thể thức 1–2– 2–1–1 trong các năm 1975 và 1978.
Liên đoàn/Khu vực miền Đông có số chức vô địch nhiều hơn Liên đoàn/Khu vực miền Tây (40–35). Khu vực miền Trung chỉ từng tồn tại trong mùa giải NBA 1949–50 khi NBA được chia thành ba vùng và khác với Khu vực miền Trung hiện tại được tạo ra vào năm 1970 khi Khu vực miền Tây được nâng cấp thành Liên đoàn, đã giành được một chức vô địch. Chỉ riêng Boston Celtics và Minneapolis/Los Angeles Lakers đã sở hữu gần một nửa số danh hiệu,  giành được tổng cộng 34 trong tổng số 75 chức vô địch (với 17 chức vô địch mỗi đội). Cả hai đội cũng có số lần gặp nhau tại chung kết nhiều nhất với 12, trong đó Celtics sở hữu lợi thế 9–3 so với các đối thủ truyền kiếp. Tính đến  năm 2023, đương kim vô địch giải đấu là Denver Nuggets.

## Nhà vô địch
- Dấu ngoặc đơn đầu tiên trong các cột Đại diện/vô địch miền Tây và Đại diện/vô địch miền Đông cho biết hạt giống vòng playoff của các đội. Dấu ngoặc đơn thứ hai cho biết số lần các đội tham dự Vòng chung kết NBA cũng như thành tích tại Vòng chung kết NBA của mỗi đội cho đến nay.

| In đậm     | Đội chiến thắng Chung kết BAA/NBA    |
| In nghiêng | Đội có lợi thế sân nhà               |
| In nghiêng | MVP chung kết thuộc về đội thua cuộc |
| dagger     | Đội duy nhất đã giải thể vô địch NBA |

| Năm                                     | Vô địch miền Tây                    | Huấn luyện viên       | Kết quả | Vô địch miền Đông                  | Huấn luyện viên  | MVP chung kết         | Ref           |
| --------------------------------------- | ----------------------------------- | --------------------- | ------- | ---------------------------------- | ---------------- | --------------------- | ------------- |
| Basketball Association of America (BAA) |                                     |                       |         |                                    |                  |                       |               |
| 1947                                    | Chicago Stags (1) (1, 0–1)          | Harold Olsen          | 1–4     | Philadelphia Warriors (2) (1, 1–0) | Eddie Gottlieb   | n/a                   | [ 14 ]        |
| 1948                                    | Baltimore Bullets (2) (1, 1–0)      | Buddy Jeannette       | 4–2     | Philadelphia Warriors (1) (2, 1–1) | Eddie Gottlieb   | n/a                   | [ 15 ]        |
| 1949                                    | Minneapolis Lakers (2) (1, 1–0)     | John Kundla           | 4–2     | Washington Capitols (1) (1, 0–1)   | Red Auerbach     | n/a                   | [ 16 ]        |
| National Basketball Association (NBA)   |                                     |                       |         |                                    |                  |                       |               |
| 1950                                    | Minneapolis Lakers (1) (2, 2–0)     | John Kundla           | 4–2     | Syracuse Nationals (1) (1, 0–1)    | Al Cervi         | n/a                   | [ 20 ] [ 21 ] |
| 1951                                    | Rochester Royals (2) (1, 1–0)       | Les Harrison          | 4–3     | New York Knicks (3) (1, 0–1)       | Joe Lapchick     | n/a                   | [ 22 ]        |
| 1952                                    | Minneapolis Lakers (2) (3, 3–0)     | John Kundla           | 4–3     | New York Knicks (3) (2, 0–2)       | Joe Lapchick     | n/a                   | [ 23 ]        |
| 1953                                    | Minneapolis Lakers (1) (4, 4–0)     | John Kundla           | 4–1     | New York Knicks (1) (3, 0–3)       | Joe Lapchick     | n/a                   | [ 24 ]        |
| 1954                                    | Minneapolis Lakers (1) (5, 5–0)     | John Kundla           | 4–3     | Syracuse Nationals (1) (2, 0–2)    | Al Cervi         | n/a                   | [ 25 ]        |
| 1955                                    | Fort Wayne Pistons (1) (1, 0–1)     | Charles Eckman        | 3–4     | Syracuse Nationals (1) (3, 1–2)    | Al Cervi         | n/a                   | [ 26 ]        |
| 1956                                    | Fort Wayne Pistons (1) (2, 0–2)     | Charles Eckman        | 1–4     | Philadelphia Warriors (1) (3, 2–1) | George Senesky   | n/a                   | [ 27 ]        |
| 1957                                    | St. Louis Hawks (1) (1, 0–1)        | Alex Hannum           | 3–4     | Boston Celtics (1) (1, 1–0)        | Red Auerbach     | n/a                   | [ 28 ]        |
| 1958                                    | St. Louis Hawks (1) (2, 1–1)        | Alex Hannum           | 4–2     | Boston Celtics (1) (2, 1–1)        | Red Auerbach     | n/a                   | [ 29 ]        |
| 1959                                    | Minneapolis Lakers (2) (6, 5–1)     | John Kundla           | 0–4     | Boston Celtics (1) (3, 2–1)        | Red Auerbach     | n/a                   | [ 30 ]        |
| 1960                                    | St. Louis Hawks (1) (3, 1–2)        | Ed Macauley           | 3–4     | Boston Celtics (1) (4, 3–1)        | Red Auerbach     | n/a                   | [ 31 ]        |
| 1961                                    | St. Louis Hawks (1) (4, 1–3)        | Paul Seymour          | 1–4     | Boston Celtics (1) (5, 4–1)        | Red Auerbach     | n/a                   | [ 32 ]        |
| 1962                                    | Los Angeles Lakers (1) (7, 5–2)     | Fred Schaus           | 3–4     | Boston Celtics (1) (6, 5–1)        | Red Auerbach     | n/a                   | [ 33 ]        |
| 1963                                    | Los Angeles Lakers (1) (8, 5–3)     | Fred Schaus           | 2–4     | Boston Celtics (1) (7, 6–1)        | Red Auerbach     | n/a                   | [ 34 ]        |
| 1964                                    | San Francisco Warriors (1) (4, 2–2) | Alex Hannum           | 1–4     | Boston Celtics (1) (8, 7–1)        | Red Auerbach     | n/a                   | [ 35 ]        |
| 1965                                    | Los Angeles Lakers (1) (9, 5–4)     | Fred Schaus           | 1–4     | Boston Celtics (1) (9, 8–1)        | Red Auerbach     | n/a                   | [ 36 ]        |
| 1966                                    | Los Angeles Lakers (1) (10, 5–5)    | Fred Schaus           | 3–4     | Boston Celtics (2) (10, 9–1)       | Red Auerbach     | n/a                   | [ 37 ]        |
| 1967                                    | San Francisco Warriors (1) (5, 2–3) | Bill Sharman          | 2–4     | Philadelphia 76ers (1) (4, 2–2)    | Alex Hannum      | n/a                   | [ 38 ]        |
| 1968                                    | Los Angeles Lakers (2) (11, 5–6)    | Butch van Breda Kolff | 2–4     | Boston Celtics (2) (11, 10–1)      | Bill Russell     | n/a                   | [ 39 ]        |
| 1969                                    | Los Angeles Lakers (1) (12, 5–7)    | Butch van Breda Kolff | 3–4     | Boston Celtics (4) (12, 11–1)      | Bill Russell     | Jerry West            | [ 40 ]        |
| 1970                                    | Los Angeles Lakers (2) (13, 5–8)    | Joe Mullaney          | 3–4     | New York Knicks (1) (4, 1–3)       | Red Holzman      | Willis Reed           | [ 41 ]        |
| 1971                                    | Milwaukee Bucks (1) (1, 1–0)        | Larry Costello        | 4–0     | Baltimore Bullets (1) (1, 0–1)     | Gene Shue        | Lew Alcindor          | [ 42 ]        |
| 1972                                    | Los Angeles Lakers (1) (14, 6–8)    | Bill Sharman          | 4–1     | New York Knicks (2) (5, 1–4)       | Red Holzman      | Wilt Chamberlain      | [ 43 ]        |
| 1973                                    | Los Angeles Lakers (2) (15, 6–9)    | Bill Sharman          | 1–4     | New York Knicks (2) (6, 2–4)       | Red Holzman      | Willis Reed           | [ 44 ]        |
| 1974                                    | Milwaukee Bucks (1) (2, 1–1)        | Larry Costello        | 3–4     | Boston Celtics (1) (13, 12–1)      | Tom Heinsohn     | John Havlicek         | [ 45 ]        |
| 1975                                    | Golden State Warriors (1) (6, 3–3)  | Al Attles             | 4–0     | Washington Bullets (2) (2, 0–2)    | K. C. Jones      | Rick Barry            | [ 46 ]        |
| 1976                                    | Phoenix Suns (3) (1, 0–1)           | John MacLeod          | 2–4     | Boston Celtics (1) (14, 13–1)      | Tom Heinsohn     | Jo Jo White           | [ 47 ]        |
| 1977                                    | Portland Trail Blazers (3) (1, 1–0) | Jack Ramsay           | 4–2     | Philadelphia 76ers (1) (5, 2–3)    | Gene Shue        | Bill Walton           | [ 50 ]        |
| 1978                                    | Seattle SuperSonics (4) (1, 0–1)    | Lenny Wilkens         | 3–4     | Washington Bullets (3) (3, 1–2)    | Dick Motta       | Wes Unseld            | [ 51 ]        |
| 1979                                    | Seattle SuperSonics (1) (2, 1–1)    | Lenny Wilkens         | 4–1     | Washington Bullets (1) (4, 1–3)    | Dick Motta       | Dennis Johnson        | [ 52 ]        |
| 1980                                    | Los Angeles Lakers (1) (16, 7–9)    | Paul Westhead         | 4–2     | Philadelphia 76ers (3) (6, 2–4)    | Billy Cunningham | Magic Johnson         | [ 53 ]        |
| 1981                                    | Houston Rockets (6) (1, 0–1)        | Del Harris            | 2–4     | Boston Celtics (1) (15, 14–1)      | Bill Fitch       | Cedric Maxwell        | [ 54 ]        |
| 1982                                    | Los Angeles Lakers (1) (17, 8–9)    | Pat Riley             | 4–2     | Philadelphia 76ers (3) (7, 2–5)    | Billy Cunningham | Magic Johnson         | [ 55 ]        |
| 1983                                    | Los Angeles Lakers (1) (18, 8–10)   | Pat Riley             | 0–4     | Philadelphia 76ers (1) (8, 3–5)    | Billy Cunningham | Moses Malone          | [ 56 ]        |
| 1984                                    | Los Angeles Lakers (1) (19, 8–11)   | Pat Riley             | 3–4     | Boston Celtics (1) (16, 15–1)      | K. C. Jones      | Larry Bird            | [ 57 ]        |
| 1985                                    | Los Angeles Lakers (1) (20, 9–11)   | Pat Riley             | 4–2     | Boston Celtics (1) (17, 15–2)      | K. C. Jones      | Kareem Abdul-Jabbar   | [ 58 ]        |
| 1986                                    | Houston Rockets (2) (2, 0–2)        | Bill Fitch            | 2–4     | Boston Celtics (1) (18, 16–2)      | K. C. Jones      | Larry Bird            | [ 59 ]        |
| 1987                                    | Los Angeles Lakers (1) (21, 10–11)  | Pat Riley             | 4–2     | Boston Celtics (1) (19, 16–3)      | K. C. Jones      | Magic Johnson         | [ 60 ]        |
| 1988                                    | Los Angeles Lakers (1) (22, 11–11)  | Pat Riley             | 4–3     | Detroit Pistons (2) (3, 0–3)       | Chuck Daly       | James Worthy          | [ 61 ]        |
| 1989                                    | Los Angeles Lakers (1) (23, 11–12)  | Pat Riley             | 0–4     | Detroit Pistons (1) (4, 1–3)       | Chuck Daly       | Joe Dumars            | [ 62 ]        |
| 1990                                    | Portland Trail Blazers (3) (2, 1–1) | Rick Adelman          | 1–4     | Detroit Pistons (1) (5, 2–3)       | Chuck Daly       | Isiah Thomas          | [ 63 ]        |
| 1991                                    | Los Angeles Lakers (3) (24, 11–13)  | Mike Dunleavy         | 1–4     | Chicago Bulls (1) (1, 1–0)         | Phil Jackson     | Michael Jordan        | [ 64 ]        |
| 1992                                    | Portland Trail Blazers (1) (3, 1–2) | Rick Adelman          | 2–4     | Chicago Bulls (1) (2, 2–0)         | Phil Jackson     | Michael Jordan        | [ 65 ]        |
| 1993                                    | Phoenix Suns (1) (2, 0–2)           | Paul Westphal         | 2–4     | Chicago Bulls (2) (3, 3–0)         | Phil Jackson     | Michael Jordan        | [ 66 ]        |
| 1994                                    | Houston Rockets (2) (3, 1–2)        | Rudy Tomjanovich      | 4–3     | New York Knicks (2) (7, 2–5)       | Pat Riley        | Hakeem Olajuwon       | [ 67 ]        |
| 1995                                    | Houston Rockets (6) (4, 2–2)        | Rudy Tomjanovich      | 4–0     | Orlando Magic (1) (1, 0–1)         | Brian Hill       | Hakeem Olajuwon       | [ 68 ]        |
| 1996                                    | Seattle SuperSonics (1) (3, 1–2)    | George Karl           | 2–4     | Chicago Bulls (1) (4, 4–0)         | Phil Jackson     | Michael Jordan        | [ 69 ]        |
| 1997                                    | Utah Jazz (1) (1, 0–1)              | Jerry Sloan           | 2–4     | Chicago Bulls (1) (5, 5–0)         | Phil Jackson     | Michael Jordan        | [ 70 ]        |
| 1998                                    | Utah Jazz (1) (2, 0–2)              | Jerry Sloan           | 2–4     | Chicago Bulls (1) (6, 6–0)         | Phil Jackson     | Michael Jordan        | [ 71 ]        |
| 1999                                    | San Antonio Spurs (1) (1, 1–0)      | Gregg Popovich        | 4–1     | New York Knicks (8) (8, 2–6)       | Jeff Van Gundy   | Tim Duncan            | [ 73 ]        |
| 2000                                    | Los Angeles Lakers (1) (25, 12–13)  | Phil Jackson          | 4–2     | Indiana Pacers (1) (1, 0–1)        | Larry Bird       | Shaquille O'Neal      | [ 74 ]        |
| 2001                                    | Los Angeles Lakers (2) (26, 13–13)  | Phil Jackson          | 4–1     | Philadelphia 76ers (1) (9, 3–6)    | Larry Brown      | Shaquille O'Neal      | [ 75 ]        |
| 2002                                    | Los Angeles Lakers (3) (27, 14–13)  | Phil Jackson          | 4–0     | New Jersey Nets (1) (1, 0–1)       | Byron Scott      | Shaquille O'Neal      | [ 76 ]        |
| 2003                                    | San Antonio Spurs (1) (2, 2–0)      | Gregg Popovich        | 4–2     | New Jersey Nets (2) (2, 0–2)       | Byron Scott      | Tim Duncan            | [ 77 ]        |
| 2004                                    | Los Angeles Lakers (2) (28, 14–14)  | Phil Jackson          | 1–4     | Detroit Pistons (3) (6, 3–3)       | Larry Brown      | Chauncey Billups      | [ 78 ]        |
| 2005                                    | San Antonio Spurs (2) (3, 3–0)      | Gregg Popovich        | 4–3     | Detroit Pistons (2) (7, 3–4)       | Larry Brown      | Tim Duncan            | [ 79 ]        |
| 2006                                    | Dallas Mavericks (4) (1, 0–1)       | Avery Johnson         | 2–4     | Miami Heat (2) (1, 1–0)            | Pat Riley        | Dwyane Wade           | [ 80 ]        |
| 2007                                    | San Antonio Spurs (3) (4, 4–0)      | Gregg Popovich        | 4–0     | Cleveland Cavaliers (2) (1, 0–1)   | Mike Brown       | Tony Parker           | [ 81 ]        |
| 2008                                    | Los Angeles Lakers (1) (29, 14–15)  | Phil Jackson          | 2–4     | Boston Celtics (1) (20, 17–3)      | Doc Rivers       | Paul Pierce           | [ 82 ]        |
| 2009                                    | Los Angeles Lakers (1) (30, 15–15)  | Phil Jackson          | 4–1     | Orlando Magic (3) (2, 0–2)         | Stan Van Gundy   | Kobe Bryant           | [ 83 ]        |
| 2010                                    | Los Angeles Lakers (1) (31, 16–15)  | Phil Jackson          | 4–3     | Boston Celtics (4) (21, 17–4)      | Doc Rivers       | Kobe Bryant           | [ 84 ]        |
| 2011                                    | Dallas Mavericks (3) (2, 1–1)       | Rick Carlisle         | 4–2     | Miami Heat (2) (2, 1–1)            | Erik Spoelstra   | Dirk Nowitzki         | [ 85 ]        |
| 2012                                    | Oklahoma City Thunder (2) (4, 1–3)  | Scott Brooks          | 1–4     | Miami Heat (2) (3, 2–1)            | Erik Spoelstra   | LeBron James          | [ 88 ]        |
| 2013                                    | San Antonio Spurs (2) (5, 4–1)      | Gregg Popovich        | 3–4     | Miami Heat (1) (4, 3–1)            | Erik Spoelstra   | LeBron James          | [ 89 ]        |
| 2014                                    | San Antonio Spurs (1) (6, 5–1)      | Gregg Popovich        | 4–1     | Miami Heat (2) (5, 3–2)            | Erik Spoelstra   | Kawhi Leonard         | [ 90 ]        |
| 2015                                    | Golden State Warriors (1) (7, 4–3)  | Steve Kerr            | 4–2     | Cleveland Cavaliers (2) (2, 0–2)   | David Blatt      | Andre Iguodala        | [ 91 ]        |
| 2016                                    | Golden State Warriors (1) (8, 4–4)  | Steve Kerr            | 3–4     | Cleveland Cavaliers (1) (3, 1–2)   | Tyronn Lue       | LeBron James          | [ 92 ]        |
| 2017                                    | Golden State Warriors (1) (9, 5–4)  | Steve Kerr            | 4–1     | Cleveland Cavaliers (2) (4, 1–3)   | Tyronn Lue       | Kevin Durant          | [ 93 ]        |
| 2018                                    | Golden State Warriors (2) (10, 6–4) | Steve Kerr            | 4–0     | Cleveland Cavaliers (4) (5, 1–4)   | Tyronn Lue       | Kevin Durant          | [ 94 ]        |
| 2019                                    | Golden State Warriors (1) (11, 6–5) | Steve Kerr            | 2–4     | Toronto Raptors (2) (1, 1–0)       | Nick Nurse       | Kawhi Leonard         | [ 95 ]        |
| 2020                                    | Los Angeles Lakers (1) (32, 17–15)  | Frank Vogel           | 4–2     | Miami Heat (5) (6, 3–3)            | Erik Spoelstra   | LeBron James          | [ 97 ]        |
| 2021                                    | Phoenix Suns (2) (3, 0–3)           | Monty Williams        | 2–4     | Milwaukee Bucks (3) (3, 2–1)       | Mike Budenholzer | Giannis Antetokounmpo | [ 98 ]        |
| 2022                                    | Golden State Warriors (3) (12, 7–5) | Steve Kerr            | 4–2     | Boston Celtics (2) (22, 17–5)      | Ime Udoka        | Stephen Curry         | [ 99 ]        |
| 2023                                    | Denver Nuggets (1) (1, 1–0)         | Michael Malone        | 4–1     | Miami Heat (8) (7, 3–4)            | Erik Spoelstra   | Nikola Jokić          | [ 100 ]       |
| 2024                                    | Dallas Mavericks (5) (3, 1–2)       | Jason Kidd            | 1–4     | Boston Celtics (1) (23, 18–5)      | Joe Mazzulla     | Jaylen Brown          | [ 101 ]       |

## Thành tích mỗi đội
| Đội                                     | Thắng | Thua | Tổng | Vô địch | Á quân                                                                                   |
| --------------------------------------- | ----- | ---- | ---- | --- | ---------------------------------------------------------------------------------------- |
| Boston Celtics                          | 18    | 5    | 23   | 1957, 1959, 1960, 1961, 1962, 1963, 1964, 1965, 1966, 1968, 1969, 1974, 1976, 1981, 1984, 1986, 2008, 2024 | 1958, 1985, 1987, 2010, 2022                                                             |
| Los Angeles Lakers                      | 17    | 15   | 32   | 1949, 1950, 1952, 1953, 1954, 1972, 1980, 1982, 1985, 1987, 1988, 2000, 2001, 2002, 2009, 2010, 2020       | 1959, 1962, 1963, 1965, 1966, 1968, 1969, 1970, 1973, 1983, 1984, 1989, 1991, 2004, 2008 |
| Golden State Warriors                   | 7     | 5    | 12   | 1947, 1956, 1975, 2015, 2017, 2018, 2022                                                                   | 1948, 1964, 1967, 2016, 2019                                                             |
| Chicago Bulls                           | 6     | 0    | 6    | 1991, 1992, 1993, 1996, 1997, 1998                                                                         | —                                                                                        |
| San Antonio Spurs                       | 5     | 1    | 6    | 1999, 2003, 2005, 2007, 2014                                                                               | 2013                                                                                     |
| Philadelphia 76ers                      | 3     | 6    | 9    | 1955, 1967, 1983                                                                                           | 1950, 1954, 1977, 1980, 1982, 2001                                                       |
| Detroit Pistons                         | 3     | 4    | 7    | 1989, 1990, 2004                                                                                           | 1955, 1956, 1988, 2005                                                                   |
| Miami Heat                              | 3     | 3    | 6    | 2006, 2012, 2013                                                                                           | 2011, 2014, 2020                                                                         |
| New York Knicks                         | 2     | 6    | 8    | 1970, 1973                                                                                                 | 1951, 1952, 1953, 1972, 1994, 1999                                                       |
| Houston Rockets                         | 2     | 2    | 4    | 1994, 1995                                                                                                 | 1981, 1986                                                                               |
| Milwaukee Bucks                         | 2     | 1    | 3    | 1971, 2021                                                                                                 | 1974                                                                                     |
| Cleveland Cavaliers                     | 1     | 4    | 5    | 2016 | 2007, 2015, 2017, 2018                                                                   |
| Atlanta Hawks                           | 1     | 3    | 4    | 1958 | 1957, 1960, 1961                                                                         |
| Washington Wizards                      | 1     | 3    | 4    | 1978 | 1971, 1975, 1979                                                                         |
| Oklahoma City Thunder                   | 1     | 3    | 4    | 1979 | 1978, 1996, 2012                                                                         |
| Portland Trail Blazers                  | 1     | 2    | 3    | 1977 | 1990, 1992                                                                               |
| Dallas Mavericks                        | 1     | 2    | 3    | 2011 | 2006, 2024                                                                               |
| Baltimore Bullets (giải thể năm 1954)   | 1     | 0    | 1    | 1948 | —                                                                                        |
| Sacramento Kings                        | 1     | 0    | 1    | 1951 | —                                                                                        |
| Toronto Raptors                         | 1     | 0    | 1    | 2019 | —                                                                                        |
| Denver Nuggets                          | 1     | 0    | 1    | 2023 | —                                                                                        |
| Phoenix Suns                            | 0     | 3    | 3    | — | 1976, 1993, 2021                                                                         |
| Utah Jazz                               | 0     | 2    | 2    | — | 1997, 1998                                                                               |
| Brooklyn Nets                           | 0     | 2    | 2    | — | 2002, 2003                                                                               |
| Orlando Magic                           | 0     | 2    | 2    | — | 1995, 2009                                                                               |
| Chicago Stags (giải thể năm 1950)       | 0     | 1    | 1    | — | 1947                                                                                     |
| Washington Capitols (giải thể năm 1951) | 0     | 1    | 1    | — | 1949                                                                                     |
| Indiana Pacers                          | 0     | 1    | 1    | — | 2000                                                                                     |
| Charlotte Hornets                       | —     | —    | —    | |                                                                                          |
| Los Angeles Clippers                    | —     | —    | —    | |                                                                                          |
| Memphis Grizzlies                       | —     | —    | —    | |                                                                                          |
| Minnesota Timberwolves                  | —     | —    | —    | |                                                                                          |
| New Orleans Pelicans                    | —     | —    | —    | |                                                                                          |

1. ↑  Bao gồm thành tích của Minneapolis Lakers
2. ↑  Bao gồm thành tích của Philadelphia và San Francisco Warriors
3. ↑  Bao gồm thành tích của Syracuse Nationals
4. ↑  Bao gồm thành tích của Fort Wayne Pistons
5. ↑  Bao gồm thành tích của St. Louis Hawks
6. ↑  Bao gồm thành tích của Baltimore và Washington Bullets
7. ↑  Bao gồm thành tích của Seattle SuperSonics
8. ↑  Không liên quan đến đội Washington Wizards ngày nay, từng được biết đến với cái tên Baltimore Bullets từ 1963 đến 1973.
9. ↑  Bao gồm thành tích của Rochester Royals
10. ↑  Bao gồm thành tích của New York và New Jersey Nets

## Các cặp đấu xuất hiện nhiều
| Số lần | Cặp đấu                                                                                | Kết quả       | Năm                                                                    |
| ------ | -------------------------------------------------------------------------------------- | ------------- | ---------------------------------------------------------------------- |
| 12     | Boston Celtics vs Minneapolis Lakers/Los Angeles Lakers                                | Celtics, 9–3  | 1959, 1962, 1963, 1965, 1966, 1968, 1969, 1984, 1985, 1987, 2008, 2010 |
| 6      | Minneapolis Lakers/Los Angeles Lakers vs Syracuse Nationals/Philadelphia 76ers         | Lakers, 5–1   | 1950, 1954, 1980, 1982, 1983, 2001                                     |
| 5      | Minneapolis Lakers/Los Angeles Lakers vs New York Knicks                               | Lakers, 3–2   | 1952, 1953, 1970, 1972, 1973                                           |
| 4      | St. Louis Hawks (Atlanta Hawks) vs Boston Celtics                                      | Celtics, 3–1  | 1957, 1958, 1960, 1961                                                 |
| 4      | Cleveland Cavaliers vs Golden State Warriors                                           | Warriors, 3–1 | 2015, 2016, 2017, 2018                                                 |
| 3      | Detroit Pistons vs Los Angeles Lakers                                                  | Pistons, 2–1  | 1988, 1989, 2004                                                       |
| 2      | Seattle SuperSonics (Oklahoma City Thunder) vs Washington Bullets (Washington Wizards) | Hòa, 1–1      | 1978, 1979                                                             |
| 2      | Boston Celtics vs Houston Rockets                                                      | Celtics, 2–0  | 1981, 1986                                                             |
| 2      | Chicago Bulls vs Utah Jazz                                                             | Bulls, 2–0    | 1997, 1998                                                             |
| 2      | Dallas Mavericks vs Miami Heat                                                         | Hòa, 1–1      | 2006, 2011                                                             |
| 2      | Miami Heat vs San Antonio Spurs                                                        | Hòa, 1–1      | 2013, 2014                                                             |
| 2      | Boston Celtics vs San Francisco/Golden State Warriors                                  | Hòa, 1–1      | 1964, 2022                                                             |